# Hèrmocles
Hèrmocles（grec antic: Ἑρμοκλῆς, Hermoklēs) fou un escultor grec natural de l'illa de Rodes que va fer una estàtua de Còmbabos al temple d'Hera a Hieràpolis de Síria. Va viure en la primera part del segle iii aC i fou de l'escola ròdia d'artistes seguidors de Lisip.